# Libro de Manuel
Libro de Manuel es la cuarta novela escrita por el escritor argentino Julio Cortázar publicada en 1973. En este libro, Cortázar recurre al pastiche como técnica literaria, entrelazando diversos elementos de la novela convencional —verbales, genéricos, etcétera— de distintos orígenes. La narración se superpone con artículos periodísticos, poemas, gráficos y otros materiales los cuales rompen la linealidad de la lectura.
Libro de Manuel recibió el «Premio Médicis» en París en 1973. Cortázar donó las regalías por derechos de autor de la obra a la ayuda de los presos políticos en Argentina. Fue traducida más tarde al inglés por Gregory Rabassa con el nombre: A Manual for Manuel.

## Análisis de la obra
Libro de Manuel, es una de las novelas más cuestionadas de la producción de Cortázar por los críticos debido a su alto contenido político, distante de las demás obras del autor de contenido fantástico —ha sido incluso llamada «obra menor»—; así como criticada por muchos de los movimientos guerrilleros de izquierda los cuales no aceptaban la visión que se da de ellos en la obra, pues los personajes de este libro casi no se relacionan con los militantes y guerrilleros de la década de 1960 y 1970 de América Latina, marcados por el modelo cubano e ideologías «marxistas-leninistas». La novela destaca con ironía «la necesidad de cambios no sólo políticos sino también ideológicos, poco o nada contemplados por tales sectores». 
En esta obra la narrativa confronta a la historia. Cortázar la define como: «El paso del yo al tú o al vos. Y del vos a todo el resto. Es, en el plano literario, mi evolución en el plano personal».